# Championnat de Belgique de football 2018-2019
Navigation
Jupiler Pro League 2017-2018 Jupiler Pro League 2019-2020
La saison 2018-2019 de la Jupiler Pro League est la 116e saison de la première division belge.
Le premier niveau du championnat oppose les seize meilleurs clubs de Belgique en une série de trente rencontres jouées durant le championnat, puis de dix matchs durant des "play-offs".
Au terme de la phase classique du championnat, les seize équipes sont réparties en deux niveaux de play-offs en fonction de leur classement. Les six premiers sont regroupés dans les play-offs 1 et voient leurs points divisés par deux. Ils se rencontrent à nouveau deux fois (à domicile et en déplacement), le premier au terme de ce mini-championnat remportant le titre de champion de Belgique. Les équipes classées de la septième à la quinzième place rejoignent les équipes classées de la deuxième à la quatrième place de Division 1B, ainsi divisées en deux groupes de six dans les play-offs 2, et leurs points sont ramenés à zéro. Les équipes s'affrontent deux fois chacune (une fois à domicile et une fois à l'extérieur), les deux vainqueurs de chaque groupe disputant ensuite la finale des play-offs 2 sur un seul match pour le dernier billet européen.

## Clubs participants
| Club                                              | Dernière montée | Budget en M€ | Classement 2017-2018 | Entraîneur         | Depuis | Stade                       | Capacité théorique | Nombre de saisons en Division 1 | Equipementier | Sponsor principal    |
| ------------------------------------------------- | --------------- | ------------ | -------------------- | ------------------ | ------ | --------------------------- | ------------------ | ------------------------------- | ------------- | -------------------- |
| Club Brugge Koninklijke Voetbalclub               | 1959            | 60           | 1                    | Ivan Leko          | 2017   | Stade Jan Breydel           | 29 062             | 96                              | Macron        | Daikin               |
| Royal Standard de Liège                           | 1921            | 30           | 2                    | Michel Preud'homme | 2018   | Stade de Sclessin           | 30 023             | 100                             | New Balance   | VOO                  |
| Royal Sporting Club Anderlecht                    | 1935            | 70           | 3                    | Karim Belhocine    | 2019   | Stade Constant Vanden Stock | 21 500             | 88                              | Adidas        | BNP Paribas Fortis   |
| Koninklijke Athletiek Associatie Gent             | 1989            | 44           | 4                    | Jess Thorup        | 2018   | Ghelamco Arena              | 20 000             | 78                              | Craft         | VDK Bank             |
| Koninklijke Racing Club Genk                      | 1996            | 25           | 5                    | Philippe Clement   | 2017   | Luminus Arena               | 23 718             | 33                              | Nike          | Beobank              |
| Royal Charleroi Sporting Club                     | 2012            | 15           | 6                    | Felice Mazzu       | 2013   | Stade du Pays de Charleroi  | 15 000             | 53                              | Kappa         | Proximus             |
| Koninklijk Voetbalclub Kortrijk                   | 2008            | 14           | 7                    | Yves Vanderhaeghe  | 2017   | Stade des Éperons d'or      | 9 399              | 31                              | Jako          | AGO Jobs & HR        |
| Royal Antwerp Football Club                       | 2017            | 25           | 8                    | László Bölöni      | 2017   | Stade du Bosuil             | 13 373             | 97                              | Jako          | Ghelamco             |
| Sport Vereniging Zulte-Waregem                    | 2005            | 15           | 9                    | Francky Dury       | 2011   | Stade Arc-en-ciel           | 12 250             | 13                              | Patrick       | Willy Naessens Group |
| Koninklijk Sint-Truidense Voetbal Vereniging      | 2015            | 10           | 10                   | Marc Brys          | 2018   | Stayen                      | 14 600             | 41                              | Umbro         | Golden Palace        |
| Koninklijk Voetbalclub Oostende                   | 2013            | 17           | 11                   | Gert Verheyen      | 2018   | Versluys Arena              | 8 400              | 9                               | Joma          | Verandas Willems     |
| Koninklijk Red Star Waasland Beveren Sport Kring  | 2012            | 8,5          | 12                   | Adnan Čustović     | 2018   | Freethiel                   | 8 190              | 6                               | Uhlsport      | Circus               |
| Koninklijke Sporting Club Lokeren Oost-Vlaanderen | 1996            | 9,5          | 13                   | Glen De Boeck      | 2019   | Stade Daknam                | 12 136             | 41                              | Beltona       | QTeam                |
| Royal Excel Mouscron                              | 2014            | 8            | 14                   | Bernd Storck       | 2018   | Le Canonnier                | 10 517             | 5                               | Erima         | Star Casino          |
| Königliche Allgemeine Sportvereinigung Eupen      | 2016            | 10,2         | 15                   | Claude Makelele    | 2017   | Stade du Kehrweg            | 8 363              | 3                               | Nike          | Académie Aspire      |
| Cercle Brugge Koninklijke Sport Vereniging        | 2018            | NC           | 1re (Division 2)     | Laurent Guyot      | 2018   | Stade Jan Breydel           | 29 062             | 80                              | Erima         |                      |

Légende
- Ligue des champions 2018-2019, phase de groupes
- Ligue des champions 2018-2019, troisième tour de qualification pour non-champions
- Ligue Europa 2018-2019, phase de groupes
- Ligue Europa 2018-2019, troisième tour de qualification
- Ligue Europa 2018-2019, deuxième tour de qualification
- Promu de Division 1B

### Changements d'entraîneur
| Club                 | Entraîneur partant  | Motif du départ     | Date de départ   | Entraîneur arrivant | Date d'arrivée   |
| -------------------- | ------------------- | ------------------- | ---------------- | ------------------- | ---------------- |
| Saint-Trond VV       | Jonas De Roeck      | Fin de contrat      | Pré-saison       | Marc Brijs          | 20 mai 2018      |
| KV Ostende           | Adnan Čustović      | Fin de contrat      | Pré-saison       | Gert Verheyen       | 25 avril 2018    |
| Cercle Bruges KSV    | Franky Vercauteren  | Consentement mutuel | Pré-saison       | Laurent Guyot       | 6 juin 2018      |
| Standard de Liège    | Ricardo Sa Pinto    | Consentement mutuel | Pré-saison       | Michel Preud'homme  | 23 mai 2018      |
| Waasland-Beveren     | Dirk Geeraerd       | Fin de l'intérim    | pré-saison       | Yannick Ferrera     | 30 août 2018     |
| Royal Excel Mouscron | Frank Defays        | Renvoi              | 30 août 2018     | Bernd Storck        | 2 septembre 2018 |
| KAA La Gantoise      | Yves Vanderhaeghe   | Renvoi              | 8 octobre 2018   | Jess Thorup         | 10 octobre 2018  |
| KSC Lokeren          | Peter Maes          | Renvoi              | 28 octobre 2018  | Trond Sollied       | 29 octobre 2018  |
| Waasland-Beveren     | Yannick Ferrera     | Renvoi              | 11 novembre 2018 | Adnan Čustović      | 17 novembre 2018 |
| KV Courtrai          | Glen De Boeck       | Renvoi              | 15 novembre 2018 | Yves Vanderhaeghe   | 15 novembre 2018 |
| RSC Anderlecht       | Hein Vanhaezebrouck | Renvoi              | 16 décembre 2018 | Fred Rutten         | 6 janvier 2019   |
| KSC Lokeren          | Trond Sollied       | Renvoi              | 20 janvier 2019  | Glen De Boeck       | 20 janvier 2019  |
| RSC Anderlecht       | Fred Rutten         | Renvoi              | 16 avril 2019    | Karim Belhocine     | 16 avril 2019    |

### Villes et stades
| Club Bruges KV                      | RSC Anderlecht                                | KAA La Gantoise                         | KRC Genk                                     |
| ----------------------------------- | --------------------------------------------- | --------------------------------------- | -------------------------------------------- |
| Stade Jan-Breydel Capacité : 29 945 | Stade Constant Vanden Stock Capacité : 21 500 | Ghelamco Arena Capacité : 20 000        | Luminus Arena Capacité : 23 718              |
|                                     |                                               |                                         |                                              |
| KV Ostende                          | SV Zulte Waregem                              | KV Courtrai                             | RSC Charleroi                                |
| Versluys Arena Capacité : 8 400     | Stade Arc-en-ciel Capacité : 12 414           | Stade des Éperons d'or Capacité : 9 399 | Stade du Pays de Charleroi Capacité : 17 824 |
|                                     |                                               |                                         |                                              |
| Standard de Liège                   | KSC Lokeren                                   | Cercle Bruges KSV                       | RE Mouscron                                  |
| Stade de Sclessin Capacité : 30 023 | Stade Daknam Capacité : 12 000                | Stade Jan-Breydel Capacité : 29 945     | Le Canonnier Capacité : 10 570               |
|                                     |                                               |                                         |                                              |
| Waasland-Beveren                    | Saint-Trond VV                                | KAS Eupen                               | Royal Antwerp FC                             |
| Freethiel Capacité : 8 190          | Stayen Capacité : 14 600                      | Stade du Kehrweg Capacité : 8 363       | Stade du Bosuil Capacité : 16 144            |
|                                     |                                               |                                         |                                              |

### Localisation des clubs
| Anderlecht Genk FC Bruges Cercle Bruges La Gantoise Lokeren Standard Mouscron Courtrai Z-Waregem Ostende Charleroi Waasland-Bev. Saint-Trond Eupen Antwerp |

## Phase classique du championnat

### Journée 1
Le premier match de la saison a lieu le vendredi 27 juillet 2018 entre le Standard de Liège et KAA La Gantoise et est remporté par les "rouches" sur le score de 3-2. Le jour suivant voit la victoire du KV Ostende contre le Royal Excel Mouscron ainsi que le carton RSC Anderlecht 4-1 au Stade des Éperons d'or de Courtrai grâce au triplé du nouveau venu Ivan Santini. Le Club Bruges KV, champion en titre, commence sa saison à domicile contre KAS Eupen par une victoire 5-2. Le dimanche marquera la défaite à domicile du Sporting Charleroi 0-1 contre le Royal Antwerp FC et la victoire 4-0 du KRC Genk à l'extérieur à Lokeren.

### Journée 2
Le Standard et le KRC Genk perdent leurs premiers points en concédant des nuls (0-0 et 1-1).

### Journée 21
À la fin de l'année 2018 et avant les transferts du mercato d'hiver, le KRC Genk est largement en tête du championnat avec 48 points en 21 matches et 7 points d'avance sur le Club de Bruges. Les Limbourgeois n'ont connu la défaite qu'à une seule reprise. Le Top 6 est complété par l'Antwerp (38 points), révélation de cette première partie de saison, par le Standard de Liège (36 points), auteur d'une belle remontée en fin d'année au contraire du RSC Anderlecht, cinquième avec 34 points, qui a connu en cette fin d'année un sérieux passage à vide (1 point sur 15) qui a coûté sa place d'entraîneur à Hein Vanhaezebrouck. Le club de Saint-Trond, régulier depuis le début de cette compétition complète le Top 6 avec 33 points. En bas de classement, le KSC Lokeren est lanterne rouge avec 14 points.

### Classement
Le classement est calculé avec le barème de points suivant : une victoire vaut trois points, le match nul un, la défaite ne rapporte aucun point. À la fin de cette phase classique, le leader est assuré d’être en Europe avec le 4e meilleur ticket possible sur 5.
 
Critères de départage en cas d'égalité de points :
1. Plus grand nombre de victoires
2. Plus grande « différence de buts générale »
3. Plus grand nombre de buts marqués
4. Plus grand nombre de buts marqués en déplacement

| Rang | Équipe             | Pts | J  | G  | N  | P  | Bp | Bc | Diff |
| ---- | ------------------ | --- | -- | -- | -- | -- | -- | -- | ---- |
| 1    | Genk               | 63  | 30 | 19 | 8  | 3  | 63 | 31 | +32  |
| 2    | Club Brugge T S    | 56  | 30 | 16 | 8  | 6  | 64 | 32 | +32  |
| 3    | Standard de Liège  | 53  | 30 | 15 | 8  | 7  | 49 | 35 | +14  |
| 4    | RSC Anderlecht     | 51  | 30 | 15 | 6  | 9  | 49 | 34 | +15  |
| 5    | La Gantoise        | 50  | 30 | 15 | 5  | 10 | 53 | 45 | +8   |
| 6    | Antwerp            | 49  | 30 | 14 | 7  | 9  | 39 | 34 | +5   |
| 7    | STVV               | 47  | 30 | 12 | 11 | 7  | 47 | 36 | +11  |
| 8    | KV Kortrijk        | 43  | 30 | 12 | 7  | 11 | 44 | 42 | +2   |
| 9    | Sporting Charleroi | 42  | 30 | 12 | 6  | 12 | 43 | 43 | 0    |
| 10   | RE Mouscron        | 40  | 30 | 11 | 7  | 12 | 33 | 33 | 0    |
| 11   | SV Zulte Waregem   | 33  | 30 | 8  | 9  | 13 | 49 | 60 | -11  |
| 12   | KAS Eupen          | 32  | 30 | 10 | 2  | 18 | 34 | 57 | -23  |
| 13   | Cercle Brugge P    | 28  | 30 | 7  | 7  | 16 | 35 | 59 | -24  |
| 14   | KV Oostende        | 27  | 30 | 6  | 9  | 15 | 29 | 52 | -23  |
| 15   | Waasland-Beveren   | 27  | 30 | 5  | 12 | 13 | 37 | 50 | -13  |
| 16   | Sporting Lokeren   | 20  | 30 | 5  | 5  | 20 | 28 | 53 | -25  |

Légende
- Qualifiés pour les play-offs 1
- Qualifiés pour les play-offs 2
- Relégué en D1 B

Abréviations3
T : Tenant du titre

S : Vainqueur de la Supercoupe de Belgique 2018

P : Promus de D1 B depuis la saison précédente

### Résultat des rencontres
| Résultats (▼dom., ►ext.)                                   | RSCA | CLUB | GAN | KVO | RCSC | SVZW | GENK | STVV | CER | WBE | LOK | STA | KASE | KVK | REM | ANT |
| RSC Anderlecht                                             |      | 2-2  | 2-0 | 5-2 | 1-1  | 0-0  | 0-1  | 0-0  | 4-2 | 3-0 | 1-1 | 2-1 | 2-1  | 2-0 | 2-0 | 1-1 |
| Club Brugge                                                | 2-1  |      | 1-1 | 4-0 | 0-1  | 1-3  | 3-1  | 1-0  | 4-0 | 1-1 | 2-1 | 3-0 | 5-2  | 3-0 | 1-2 | 5-1 |
| La Gantoise                                                | 1-0  | 0-4  |     | 2-1 | 2-1  | 1-1  | 1-5  | 1-2  | 4-1 | 4-1 | 2-1 | 2-1 | 2-0  | 3-1 | 1-2 | 0-0 |
| KV Oostende                                                | 0-2  | 1-2  | 0-4 |     | 2-1  | 3-1  | 0-2  | 1-1  | 1-1 | 1-1 | 1-0 | 1-3 | 1-1  | 1-2 | 2-1 | 0-2 |
| Sporting Charleroi                                         | 1-2  | 2-1  | 2-0 | 1-1 |      | 3-2  | 1-1  | 1-0  | 3-1 | 2-2 | 2-1 | 0-1 | 1-2  | 0-2 | 3-1 | 0-1 |
| SV Zulte Waregem                                           | 1-2  | 2-5  | 1-3 | 1-1 | 3-1  |      | 3-3  | 1-1  | 3-2 | 2-2 | 2-0 | 3-1 | 4-0  | 0-2 | 2-2 | 1-2 |
| Genk                                                       | 1-0  | 1-1  | 3-1 | 2-0 | 3-1  | 4-0  |      | 1-1  | 1-2 | 3-2 | 1-0 | 2-0 | 2-1  | 1-1 | 1-2 | 0-0 |
| STVV                                                       | 4-2  | 2-2  | 0-2 | 1-0 | 3-1  | 2-1  | 2-3  |      | 0-0 | 2-1 | 1-1 | 1-1 | 4-1  | 0-0 | 3-1 | 2-0 |
| Cercle Bruges                                              | 2-1  | 2-2  | 0-3 | 2-2 | 2-1  | 3-1  | 2-5  | 1-2  |     | 2-0 | 3-2 | 1-2 | 0-1  | 1-1 | 2-1 | 0-3 |
| Waasland-Beveren                                           | 1-2  | 2-1  | 2-1 | 1-1 | 1-1  | 1-1  | 1-2  | 2-2  | 1-1 |     | 2-1 | 0-0 | 0-0  | 2-6 | 1-2 | 0-1 |
| Sporting Lokeren                                           | 1-2  | 0-1  | 2-2 | 0-0 | 2-4  | 0-3  | 0-4  | 2-0  | 3-1 | 1-0 |     | 0-3 | 2-0  | 1-3 | 0-0 | 2-1 |
| Standard de Liège                                          | 2-1  | 3-1  | 3-2 | 3-1 | 0-0  | 4-1  | 1-1  | 3-2  | 0-0 | 4-3 | 3-1 |     | 3-0  | 2-1 | 1-1 | 0-2 |
| KAS Eupen                                                  | 2-1  | 0-4  | 2-3 | 1-2 | 1-4  | 2-3  | 0-2  | 1-4  | 2-0 | 1-0 | 4-1 | 2-1 |      | 0-1 | 1-0 | 1-2 |
| KV Kortrijk                                                | 1-4  | 0-0  | 1-2 | 1-2 | 1-2  | 4-2  | 3-3  | 3-1  | 2-1 | 2-2 | 2-1 | 0-2 | 1-3  |     | 1-0 | 2-0 |
| RE Mouscron                                                | 3-1  | 0-1  | 3-1 | 2-1 | 3-0  | 0-0  | 0-0  | 1-1  | 3-0 | 0-3 | 1-0 | 0-0 | 0-1  | 1-0 |     | 0-1 |
| Antwerp                                                    | 0-1  | 1-1  | 2-2 | 2-0 | 1-2  | 5-1  | 2-4  | 1-3  | 1-0 | 0-2 | 2-1 | 1-1 | 2-1  | 0-0 | 2-1 |     |
| - Victoire à domicile - Match nul - Victoire à l'extérieur |      |      |     |     |      |      |      |      |     |     |     |     |      |     |     |     |